# Politický systém Česka

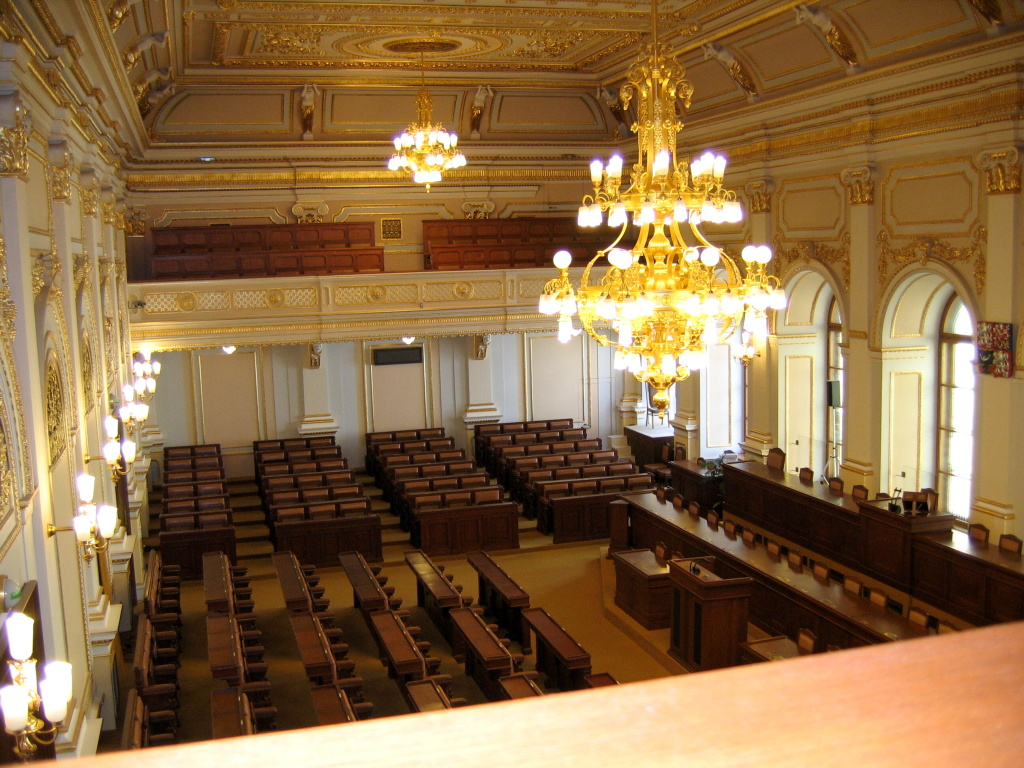
Zasedací sál Poslanecké sněmovny v Thunovském paláci

Politický systém České republiky je charakterizován rozdělením politické moci a jejím institucionálním zakotvením ve státě.
Česká republika je unitární stát, zastupitelská demokracie a parlamentní republika s vícestranickým systémem. Výkonná moc je delegována na prezidenta a vládu, v jejímž čele stojí premiér. Zákonodárnou moc tvoří dvoukomorový parlament a soudní moc realizuje čtyřčlánková soudní soustava a Ústavní soud.

## Výkonná moc

### Vláda
Vrcholovým orgánem exekutivy je vláda, kterou tvoří předseda vlády, místopředseda vlády a ministři. Vláda je odpovědná Poslanecké sněmovně, která jí vyslovuje důvěru. Vláda může v rámci zákonů a k jejich rozšíření vydávat nařízení. Sestavuje také státní rozpočet a státní závěrečný účet.

### Prezident
Prezident je hlavou státu a reprezentuje ho v zahraničí. Jmenuje předsedu vlády a na jeho návrh ministry. Jmenuje také soudce, guvernéra České národní banky a bankovní členy České národní banky a prezidenta a viceprezidenty Nejvyššího kontrolního úřadu. Má právo vetovat zákony, vyhlašuje termíny voleb a má právo udělovat amnestii a státní vyznamenání. Prezident je také vrchním velitelem ozbrojených sil.
Funkční období prezidenta je 5 let. Volí ho občané, prezidentem je zvolen kandidát, který získá nadpoloviční většinu všech platných odevzdaných hlasů. Pokud k tomu nedojde, koná se za čtrnáct dní druhé kolo volby, do kterého postupují dva nejúspěšnější kandidáti. Ve druhém kole je zvolen kandidát, který získá více hlasů.

## Zákonodárná moc
Parlament České republiky má dvě komory, Poslaneckou sněmovnu a Senát. Poslaneckou sněmovnu tvoří 200 poslanců volených na čtyřleté období podle poměrného systému s 5 % uzavírací klauzulí. V Senátu zasedá 81 senátorů volených většinovým dvoukolovým systémem na 6 let. Volby do Senátu se konají každé dva roky a obměňuje se vždy jedna třetina senátorů. První volby do Senátu proběhly až v roce 1996.

### Poslanecká sněmovna
Poslanecká sněmovna schvaluje zákony, může přehlasovat veto Senátu i prezidenta. Schvaluje dále také státní rozpočet a státní závěrečný účet a vyslovuje důvěru a nedůvěru vládě. Mezi další pravomoci Poslanecké sněmovny patří například i volit veřejného ochránce práv nebo podávat návrh na jmenování prezidenta NKÚ.

### Senát
Po schválení zákona v Poslanecké sněmovně je zákon postoupen do Senátu. Ten může návrh zákona schválit a postoupit prezidentovi republiky, vyjádřit vůli nezabývat se návrhem zákona (a tím ho prakticky schválit), vrátit Poslanecké sněmovně návrh zákona s pozměňovacími návrhy nebo zákon zamítnout. Je-li návrh zákona Senátem zamítnut, může ho sněmovna přehlasovat většinou všech poslanců. Vrátí-li Senát sněmovně návrh zákona s pozměňovacími návrhy, může si Poslanecká sněmovna „vybrat“ zda návrh zákona přijme s pozměňovacími návrhy Senátu nebo bez nich. Senát dále schvaluje soudce Ústavního soudu, které mu navrhuje prezident republiky, a může podat ústavní žalobu na prezidenta republiky pro velezradu.

## Soudní moc
Soudní moc je tvořena Nejvyšším správním soudem, Nejvyšším soudem a soustavou obecných soudů (2 vrchní, 8 krajských soudů a 86 okresních soudů). Nejvyšší soud České republiky se sídlem v Brně je spolu s Nejvyšším správním soudem se sídlem tamtéž nejvyšším článkem soudní soustavy. V Česku neexistují žádné zvláštní soudy. Vojenské soudy a tři krajské obchodní soudy byly zrušeny v letech 1993 a 2000.

### Ústavní soud
Ústavní soud České republiky se sídlem v Brně stojí mimo soustavu ostatních soudů. Je orgánem ochrany ústavnosti, tedy projednává záležitosti, které se přímo či nepřímo dotýkají ústavního pořádku České republiky. Projednává tedy také mj. ústavní žalobu Senátu na prezidenta republiky pro velezradu.

## Územní celky
Česká republika se dělí na 14 samosprávných krajů, 76 okresů a na více než 6200 samosprávných obcí. Obce a kraje spravují volená zastupitelstva. V čele krajů stojí hejtmani, v čele statutárních měst primátoři a v čele ostatních měst i malých obcí pak starostové. Zvláštní postavení má Praha, která je zároveň kraj, statutární město a hlavní město.

## Politické strany a vláda

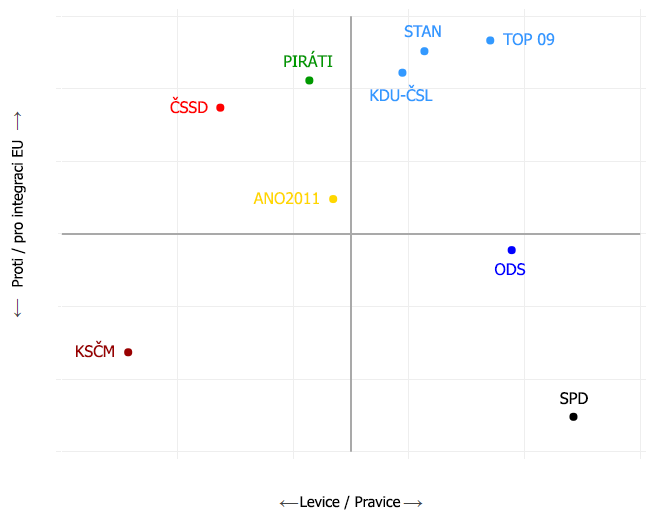
České politické strany podle pravolevé politické ideologie a postojů k integraci v rámci EU

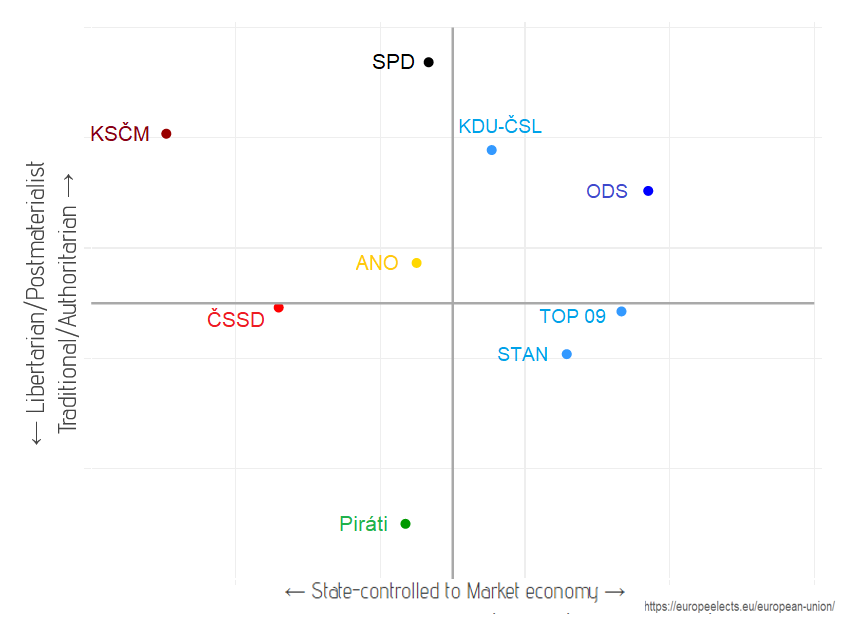
České strany podle tradiční nebo libertariánské politiky a postoji k řízení ekonomiky

### Seznam politických uskupení zastoupených v Poslanecké sněmovně (2021–2025)
| Politické uskupení | Politické uskupení           | Volební výsledek | Aktuální počet poslanců |
| ------------------ | ---------------------------- | ---------------- | ----------------------- |
|                    | SPOLU (ODS, KDU-ČSL, TOP 09) | 27,79 %          | 71                      |
|                    | ANO                          | 27,12 %          | 71                      |
|                    | Piráti a STAN                | 15,62 %          | 37                      |
|                    | SPD                          | 9,56 %           | 20                      |
|                    | Nezařazení                   |                  | 1                       |

### Seznam senátorských klubů (2022–2024)
| Senátorský klub        | Aktuální počet senátorů |
| ---------------------- | ----------------------- |
| ODS a TOP 09           | 30                      |
| Starostové a nezávislí | 18                      |
| ANO 2011               | 14                      |
| KDU-ČSL a nezávislí    | 12                      |
| SEN 21 a Piráti        | 5                       |
| Nezařazení             | 2                       |

### Historické zastoupení politických stran v Poslanecké sněmovně a ve vládě
| Volby | Počet stran | Strany zastoupené ve vládě (po většinu volebního období) | Počet poslanců vládní koalice (při jmenování vlády) |
| ----- | ----------- | -------------------------------------------------------- | --------------------------------------------------- |
| 1992  | 12          | ODS, KDU-ČSL, ODA, KDS                                   | 105                                                 |
| 1996  | 6           | ODS, KDU-ČSL, ODA                                        | 99                                                  |
| 1998  | 5           | ČSSD                                                     | 74                                                  |
| 2002  | 5           | ČSSD, KDU-ČSL, US-DEU                                    | 101                                                 |
| 2006  | 5           | ODS, KDU-ČSL, SZ                                         | 100                                                 |
| 2010  | 5           | ODS, TOP 09, VV                                          | 118                                                 |
| 2013  | 7           | ČSSD, ANO, KDU-ČSL                                       | 111                                                 |
| 2017  | 9           | ANO, ČSSD                                                | 93                                                  |
| 2021  | 7           | ODS, STAN, KDU-ČSL, TOP 09, Piráti                       | 108                                                 |